# Drosophila nesoetes
Drosophila nesoetes este o specie de muște din genul Drosophila, familia Drosophilidae, descrisă de Bock și Wheeler în anul 1972. Conform Catalogue of Life specia Drosophila nesoetes nu are subspecii cunoscute.